# Pectinidia
Pectinidia là một chi bướm đêm thuộc họ Erebidae.